# Comuna Boișoara, Vâlcea
Boișoara este o comună în județul Vâlcea, Muntenia, România, formată din satele Boișoara (reședința), Bumbuești și Găujani.
Localitatea de reședință a comunei este atestată din vremea lui Vladislav Voievod (1451).
Comuna Boișoara este situată în nordul Județului Vâlcea, pe partea stângă a Oltului, în depresiunea intercapatică “Țara Loviștei”, cuprinsă între Munții Făgărașului la Nord, Munții Coziei la Sud-Est și culmea Câinenilor din Munții Lotrului spre Sud-Vest, despărțiti de Râul Olt, în ținutul istoric Muntenia.
Această depresiune, cunoscută în geografia României - după Simion Mehedinți- sub denumirea de Bazinul Titeștilor, este străvechiul ținut “Țara Loviștei”, amintit sub numele de “Terra Loysta” în diploma dată de regele ungurilor Bella al IV-lea contelui Conrad de Tălmaci în prima jumătate a veacului al XIII-lea, prin care-i întărește stăpânirea acestui ținut.
Primul document scris care atestă satele Boișoara și Găujani, este hrisovul dat de Io Vladislav Voievod în anul 1451, prin care dăruiește strămoșilor boișorenilor și găujănenilor cei șapte munți, pe care îi posedă și astăzi. ”Io Vladislav Voievod Domnul Țării Românești,care întărește stăpânire lui Dragomir Ruhat, a fiilor și nepoților lui, peste partea lor de moșie, de la gurile Deșiulu și Săsenilor peste Boișoara și Găujani peste munții Mănileasa, Stâna Mare, Zănoaga, Prislopul, Între Boiile.”
Acest ținut istoric a fost studiat de profesorul de geografie Ion Conea în lucrarea Tara Loviștei (1935), această carte fiind prima lucrare științifică de referință care vorbește despre Boișoara. Istoricul Comunei Boișoara se confundă cu istoricul Loviștei. În centrul Loviștei se află Comuna Boișoara, prin care trece străvechiul drum de legătură dintre Curtea de Argeș, vechi scaun domnesc, și Sibiu.
Populație în Loviștea a existat din preistorie, fiind un ținut înconjurat din toate părțile de munți înalți, ca o cetate. În trecut, în Ținutul Loviștea nu se putea pătrunde decât pe două căi: pe la sud-est, de la Sălătruc din Județul Argeș prin Comuna Perișani, și de la nord-est, prin trecătoarea Turnu Roșu- Câineni. Dacă se apărau aceste porți, Loviștea era ca o cetate de necucerit.
Dovada materială a vechimii locuitorilor din Țara Loviștei o formează descoperirea de la “Cula lui Duroi”, o peșteră strâmtă de dimensiuni reduse unde, în anul 1935, ca urmare a unor săpături, au fost găsite cioburi de ceramică vechi de 5-6 mii de ani. Datorită faptului că pe aceste locuri trecea singura cale de comunicare dintre Transilvania și Munteni,a se presupune că pe aici au trecut armatele romane conduse de împăratul Traian, în drumul său spre Sarmisegetuza, în al doilea război daco-roman.

## Repere toponimice
Ținutul Loviștei fiind situat într-o regiune muntoasă, este străbătută de nenumărate văi, pâraie, izvoare toate făcând parte din bazinul Oltului. Un din cele mai însemnate văi din Loviștea este Boia, care izvorăște din versantul sudic al masivului Scara-vecin cu Negoiul, strânge toate izvoarele și văile și se varsă în râul Olt. Un afluent al Boii care vine dinspre răsărit și izvorăște din muntele Clăbucet, este valea Boișoara, de unde și-a luat denumirea și satul Boișoara.
Cum în general denumirile localităților sau ținuturilor s-au luat de la numele apelor care le străbat așa și-a luat și Comuna Boișoara numele de la valea care o străbate de la est la nord-vest.
Comuna Boișoara se învecinează: la nord, cu munții Făgărașului; la sud, cu comuna Racovița; la sud-est cu comuna Titești și la nord-vest cu comuna Câineni.
Ca repere importante ale localității sunt: Cetățeaua și Tătarul, două culmi de deal în formă de mameloane, situate în partea de nord-est a satului Boișoara, despărțite de Valea Mică, unde există o legendă că pe vremuri a avut loc o luptă între tătari și români; Posada este denumirea dată unui loc de trecere mai avantajos dintr-o parte în alta a unui munte sau deal și se află între culmea Clăbucetului și a Pleșilor, loc care leagă Loviștea de Sălătrucu de Sus; Mormântul este dealul cel mai înalt din partea de nord a satului Găujani, după legendă numele acestui deal ar proveni de la faptul că aici a fost îngropat un conducător de seamă al celor care locuiau pe aceste plaiuri în timpul formării poporului român; Fața Sfântului Ilie, este numele unui munte dăruit de voievodul Vlasdislav, unde până nu demult se ținea un târg care dura o lună de zile; el avea ca scop nu numai schimbul de produse, ci și întâlnirea românilor din ambele părți ale Carpaților; în Cimitirul eroilor, situat între Boișoara și Titești, construit după primul război mondial, au fost adunate osemintele ostașilor români și străini morți în timpul luptelor din toamna anului 1916, cu armata austro-germană.

## Satele, locuințele, populația
Comuna Boișoara este alcătuită din trei sate: Boișora, sat de reședință, Găujani și Bumbuiești; fiind sate de munte sunt răsfirate, formate din mai multe cătune. Centrul administrativ al localității este tot în satul Boișora.
Locuințele, până la primul război mondial, erau tipul vechi din bătrâni construite din bârne de brad, rotunde, necioplite, încheiate, care numai pe interior se tencuiau cu humă, care se văruia. Se compuneau din tindă, celar, cameră de locuit, prispă și chipeng sau magazie. După războaie, tipologia caselor s-a schimbat începând să apară casele construite din cărămidă, acoperite cu țiglă.
Populația în marea majoritate este băștinașă, familiile venite în localitate fiind puține.
În cele trei sate au funcționat și funcționează câte o școală generală, încă dinaintea războaielor mondiale; de asemenea, câte o biserică și un cămin cultural (mai puțin în satul Găujani).

## Viața economico-socială
Viața economică și socială în Boișoara, ca de altfel în întreaga Loviște, a fost o viață liniștită, tihnită, pastoral-patriarhală. Totalitatea cetățenilor dintr-un sat se numeau obște, care era condusă de Sfatul bătrânilor, din care făceau parte cei mai înțelepți, iar hotărârile care se luau în adunare nu se scriau, dar se respectau cu sfințenie. Folosința pământului, până la începutul secolului XX, se făcea în devălmășie (în comun), după necesități și trebuințe, la fel a în alte părți ale spaiului românesc. Cu timpul, numărul populației crescând, neamurile au început să se separe, locurile pentru agricultură mărindu-e prin defrișări.
Ocupația de bază a populației a fost creșterea animalelor, alături de puțină agricultură și exploatarea lemnului. Meșteșugurile cunoscute în Boișoara -prelucrarea pieilor, prelucrarea lemnului, cojocăria, dogăria, dulgheria, morăritul.
Negoțul. Până la primul război mondial, în viața comunei a predominat schimbul în natură sau plata cu munca a bunurilor. Între cele două războaie, exista în fiecare sat câte un magazin, denumit boldă, și câte-o cârciumă, unde se vindeau băuturi alcoolice. Negoțul s-a intensificat după războaiele mondiale, cel particular dispărând - apărând cel cooperatist și de stat.

## Tradiții
Loviștea fiind populată din timpuri străvechi, locuitorii ei au acumulat de-a lungul secolelor credințe, datini, obiceiuri care au format un adevărat tezaur folcloric. Ocupația de bază fiind păstoritul o dată cu ea au fost transmise de la păstorii vârstnici la cei mai tinerii și tradițiile folclorice, acești învățau să cânte din fluier și cu vocea, învățau jocuri, doine, balade populare haiducești.
Obiceiurile populare cele mai cunoscut sunt cele legate de sărbătorile de iarnă: Ignatul, Colindul, Steaua, Irozii, Sorcova, Capra, Busuiocul (de Bobotează), Iordănitorii.

## Demografie
Componența etnică a comunei Boișoara
     Români (87,07%)
     Alte etnii (0%)
     Necunoscută (12,93%)
Componența confesională a comunei Boișoara
     Ortodocși (84,69%)
     Alte religii (1,24%)
     Necunoscută (14,06%)
Conform recensământului efectuat în 2021, populația comunei Boișoara se ridică la 967 de locuitori, în scădere față de recensământul anterior din 2011, când fuseseră înregistrați 1.313 locuitori. Majoritatea locuitorilor sunt români (87,07%), iar pentru 12,93% nu se cunoaște apartenența etnică. Din punct de vedere confesional, majoritatea locuitorilor sunt ortodocși (84,69%), iar pentru 14,06% nu se cunoaște apartenența confesională. Conform datelor recensământului din 2021, repartiția pe sate a populației comunei era următoarea: Boișoara 478 locuitori, Găujani 262 locuitori, Bumbuiești 227 locuitori.

## Politică și administrație
Comuna Boișoara este administrată de un primar și un consiliu local compus din 9 consilieri. Primarul, Ioan-Cristian Mohanu[*], de la Partidul Social Democrat, este în funcție din 1 noiembrie 2024. Începând cu alegerile locale din 2024, consiliul local are următoarea componență pe partide politice:
|  | Partid                          | Consilieri | Componența Consiliului | Componența Consiliului | Componența Consiliului | Componența Consiliului |
|  | ------------------------------- | ---------- | ---------------------- | ---------------------- | ---------------------- | ---------------------- |
|  | Partidul Social Democrat        | 4          |                        |                        |                        |                        |
|  | Partidul Național Liberal       | 3          |                        |                        |                        |                        |
|  | Alianța pentru Unirea Românilor | 1          |                        |                        |                        |                        |
|  | Blocul Suveranist Român⁠(d)      | 1          |                        |                        |                        |                        |

## Personalități născute aici
- Constantin Mohanu (1933 - 2006), istoric, folclorist;
- Nineta Popa (n. 1959), interpretă de muzică populară;
- Gheorghe Ceaușilă (n. 1966), fotbalist, antrenor